# Mathieu Crepel
Mathieu Crepel (* 26. října 1984, Tarbes, Francie) je francouzský profesionální snowboardista.

## Dětství
Se snowboardingem začínal ve věku šesti let. Jeho otec pracoval jako lyžařský instruktor. Sportovně vyrůstal v zimním středisku La Mongie ve francouzských Pyrenejích. Brzy projevil velký talent. Jako desetiletého jej pozvali do Quiksilver týmu na vyjížďku do Grónska. V roce 2001 jej legenda Terje Haakonsen pozval k účasti na Arctic Challenge, soutěži určené jen pro dvacet elitních jezdců.

## Sportovní kariéra
Prvním velkým úspěchem mezi seniory bylo dvojnásobné vítězství na mistrovství Francie v disciplínách Big Air a U-rampa v roce 2003. V roce 2005 vyhrál celkové hodnocení Světového poháru na U-rampě. O rok později vyhrál první ročník seriálu Ticket To Ride (TTR) World Snowboard Tour a byl nominován na Zimní olympijské hry v Turíně. Tam však medaili nezískal. Vše si vynahradil na mistrovství světa v roce 2007, kde vybojoval titul na U-rampě i Big Air. Aktivně se věnuje také surfingu.

## Další aktivity
Je velkým propagátorem snowboardingu, účinkoval v řadě propagačních videí. Každoročně pořádá v Pyrenejích závod Mathieu Crepel Invitational. Je také členem sdružení zaměřených na ochranu krajiny a životního prostředí (Mountain Riders association) a oceánů (Surfrider Foundation).

## Přehled významných výsledků
| Událost                         | Místo           | Rok  | Země        | Disciplína          | Umístění |
| ------------------------------- | --------------- | ---- | ----------- | ------------------- | -------- |
| X-Games Europe                  | Tignes          | 2010 | Francie     |                     | 2.       |
| Mistrovství světa               | Sungwoo         | 2009 | Jižní Korea | U-rampa             | 3.       |
| Světový pohár                   | Bardonecchia    | 2009 | Itálie      | U-rampa             | 1.       |
| Světový pohár                   | Grenoble        | 2008 | Francie     | Big Air             | 1.       |
| Mistrovství světa               | Arosa           | 2007 | Švýcarsko   | U-rampa             | 1.       |
| Mistrovství světa               | Arosa           | 2007 | Švýcarsko   | Big Air             | 1.       |
| TTR World Snowboard Tour        | (seriál závodů) | 2006 | -           | -                   | 1.       |
| Burton European Open            | Laax            | 2006 | Švýcarsko   |                     | 2.       |
| Světový pohár                   | Kreichberg      | 2006 | Rakousko    | U-rampa             | 2.       |
| SB JAM                          | Davos           | 2006 | Švýcarsko   |                     | 1.       |
| Světový pohár                   | (seriál závodů) | 2005 | -           | U-rampa             | 1.       |
| Světový pohár                   | Sungwoo         | 2005 | Jižní Korea | U-rampa             | 2x 1.    |
| Nokia French Champion           |                 | 2005 | Francie     | U-rampa             | 1.       |
| Arctic Challenge (TTR)          |                 | 2005 | Norsko      | Big Air, Best Trick | 1.       |
| Quiksilver Slopestyle Pro (TTR) | Les Arcs        | 2004 | Francie     |                     | 2.       |
| MS juniorů                      | Rovaniemi       | 2002 | Finsko      | U-rampa             | 3.       |